# Hend Sabri

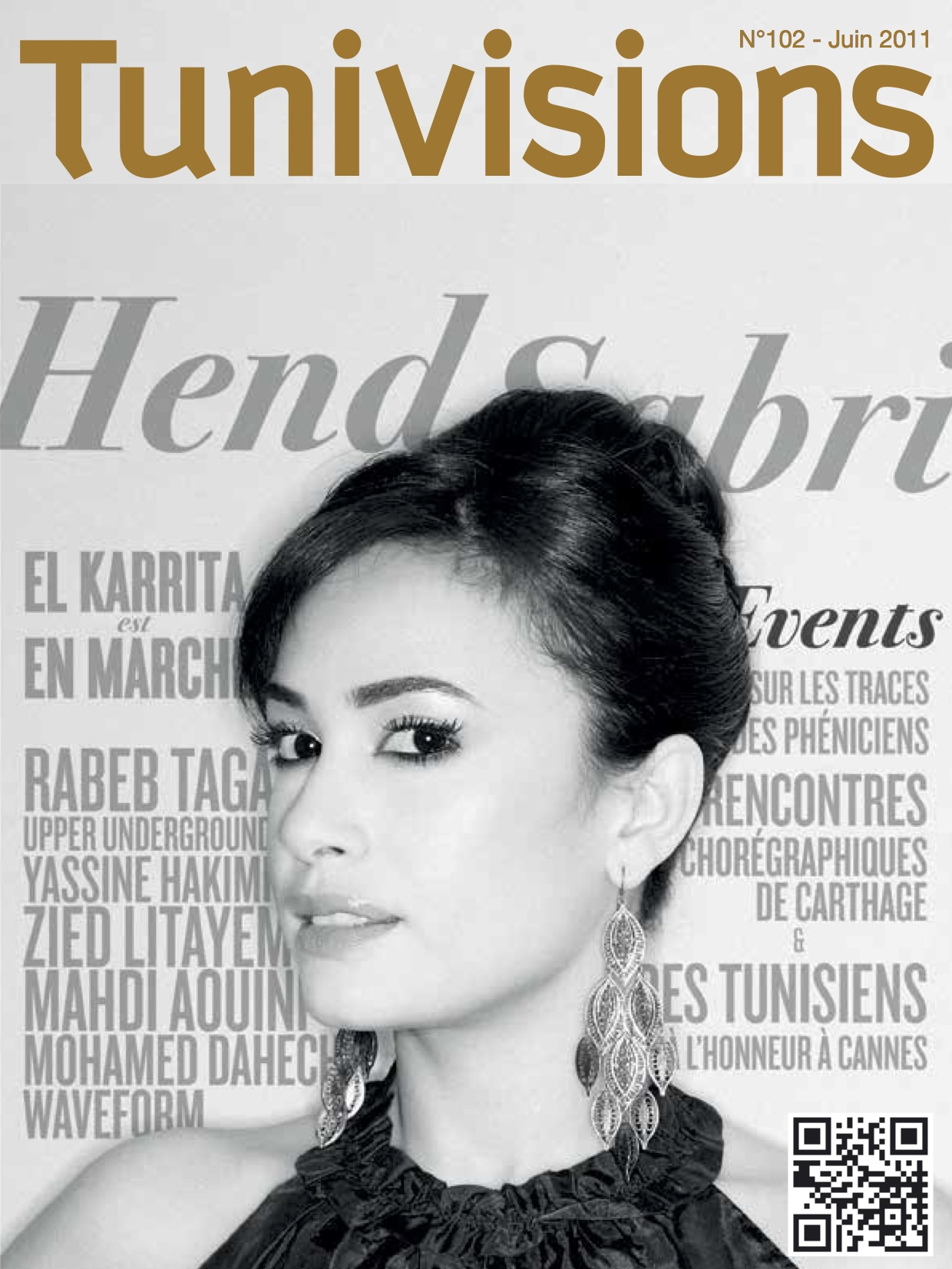
Hend Sabri

Hend Sabri (arabisch هند صبري, DMG Hind Ṣabrī; * 20. November 1979) ist eine tunesische Filmschauspielerin. 
Sabri spielte seit 1994 verschiedene Rollen in diversen tunesischen Filmen; mit dem Film Mothakarat Morahiqa (Ein Teenager-Tagebuch, 2001) wurde sie ein bedeutender Filmstar in der arabischen Welt. Mit dem Film The Yacoubian Building wurde sie auch einem internationalen Publikum bekannt und spielt seither auch in französischen Produktionen mit. Im Jahr 2023 war sie in Kaouther Ben Hanias Les filles d’Olfa zu sehen.